# Anatole Collinet Makosso
Anatole Collinet Makosso (ur. 1965 w Pointe-Noire) – kongijski polityk, nauczyciel i prawnik, od 2021 roku premier Republiki Konga. W latach 2011–2016 był ministrem ds. młodzieży i edukacji obywatelskiej, a od 2016 do 2021 ministrem szkolnictwa podstawowego i średniego.

## Życiorys

### Edukacja i kariera zawodowa
Od 1986 roku pracował jako nauczyciel w szkole podstawowej Plateau des 15-Ans, a następnie w Peace Primary School w Brazzaville. W 1990 roku uzyskał licencjat z zakresu prawa publicznego na Uniwersytecie Mariena Ngouabi. Od 1991 roku pracował jako nauczyciel w liceum. Został także nauczycielem prawa w technikum Poaty-Bernard w Pointe-Noire. W 2000 roku zdał egzamin wstępny do Krajowej Szkoły Administracji i Sądownictwa, a po dwuletniej edukacji uzyskał tytuł magistra. W 2002 roku został zastępcą prokuratora generalnego. W 2008 roku uzyskał Certyfikat Studiów Dyplomatycznych w Instytucie Studiów Dyplomatycznych w Kairze w Egipcie. W 2010 roku na Uniwersytecie Panthéon-Paris II obronił pracę doktorską z międzynarodowego prawa karnego na temat Le terrorisme, de la définition à la répression par l'action combinée de la Cour internationale de justice et la Cour pénale internationale.

### Kariera polityczna
W 1991 roku został szefem sztabu gubernatora departamentu Kouilou. W 1998 roku został doradcą prezydenta republiki, a także szefem sztabu pierwszej damy. 17 sierpnia 2011 roku został powołany w skład rządu na stanowisku ministra ds. młodzieży i edukacji obywatelskiej (na stanowisku został zaprzysiężony 25 sierpnia, przejmując tekę od Zachariego Kimpouni). 30 kwietnia 2016 roku na tym stanowisku zastąpiła go Destinée Doukaga. Makosso został wówczas mianowany ministrem szkolnictwa podstawowego i średniego.
W wyborach parlamentarnych w 2017 roku kandydował do Zgromadzenia Narodowego z list Kongijskiej Partii Pracy w okręgu Loandjili in Pointe-Noire. Mandat uzyskał w pierwszej turze, z wynikiem 72% głosów. 12 maja 2021 roku prezydent Denis Sassou-Nguesso mianował go premierem Konga. Zastąpił na tym stanowisku Clémenta Mouambę, który to 5 maja złożył dymisję.

## Życie prywatne
Jest żonaty, ma czwórkę dzieci.

## Odznaczenia i wyróżnienia
- Wielki Oficer Orderu Zasługi (Kongo), 2016[10]